# Famille von Byern
La famille von Byern est une famille noble de Magdebourg dont le nom remonte à la maison ancestrale de Biere - qui fait aujourd'hui partie de la commune de Bördeland dans l'arrondissement du Salzland/Saxe-Anhalt.

## Histoire

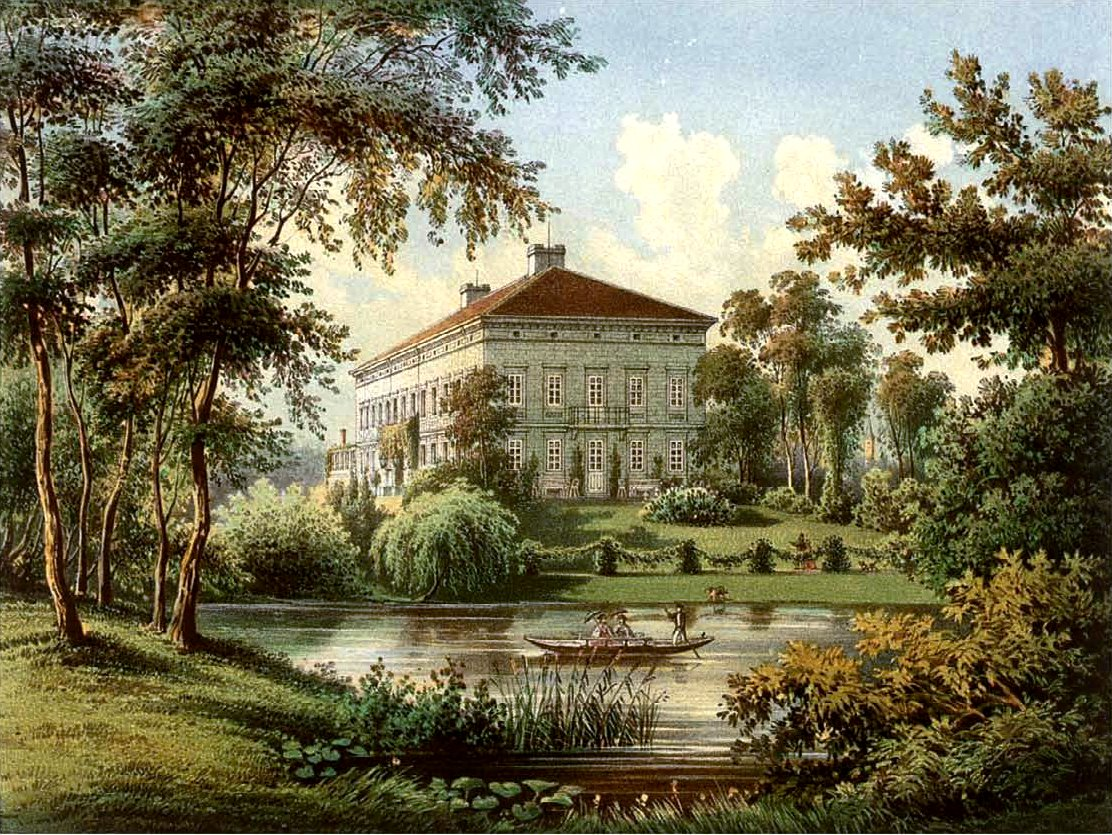
vers 1861/62, collection Alexander Duncker

La famille apparaît pour la première fois dans des documents avec Heinrich von Bieren (Henricus de Bieren) en 1214. La lignée familiale commence avec Albrecht von Bieren (mort en 1272) sur Carow (de) et Tucheim.
À partir de 1472, le domaine de Parchen (de) est la propriété de la famille pendant plus de 400 ans. Une crypte de la famille von Byern se trouve dans l'église du village de Parchen (de).

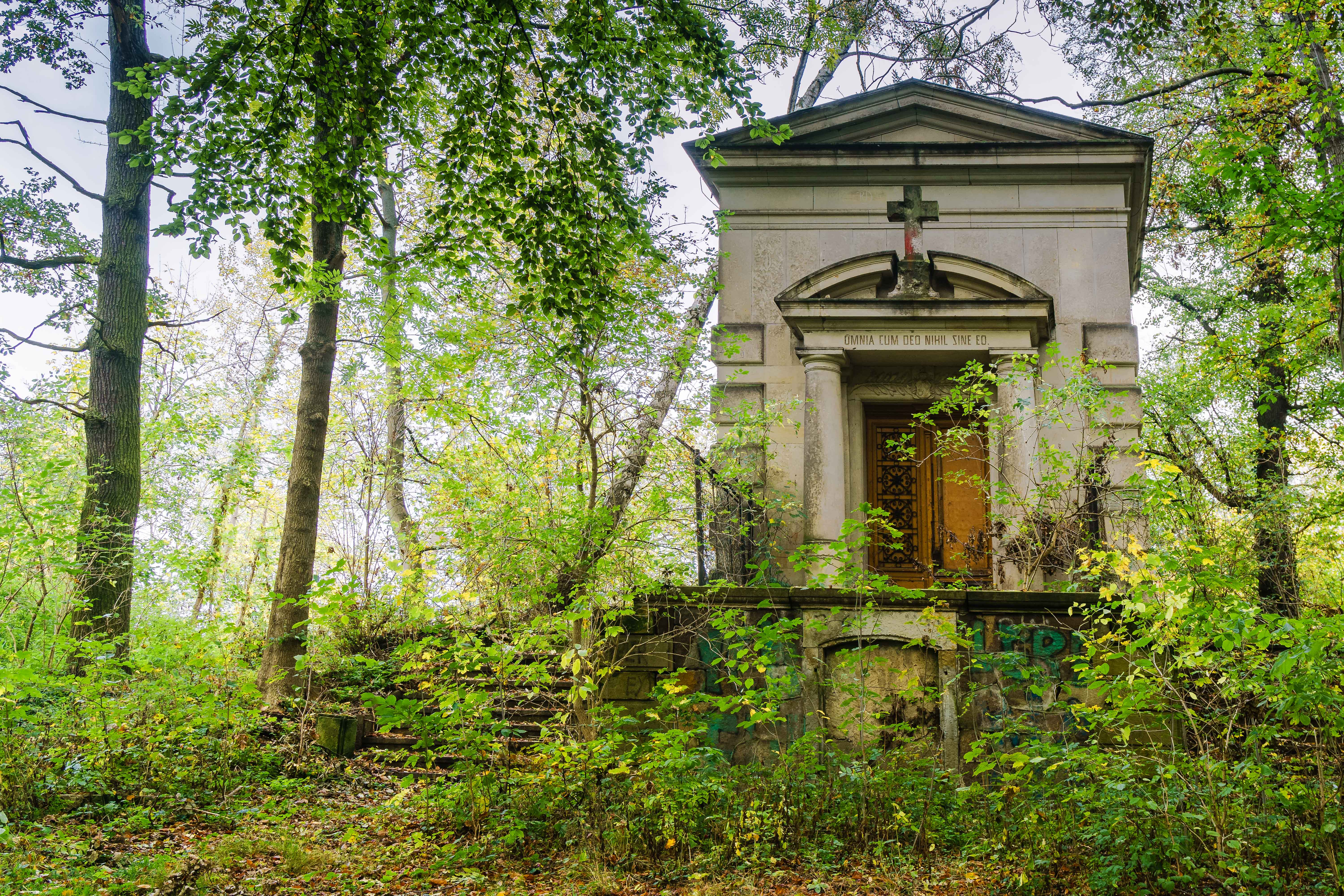
Crypte familiale à Borna

Il existe une autre crypte familiale à Borna, dans la commune de Liebschützberg en Saxe.
Du XIXe siècle jusqu'en 1945, la famille possède également le château de Groß Germersleben (de) avec un domaine de 750 hectares.

## Armes
Les armoiries familiales représentent un personnage debout (ou sautant ?) Bracke. Sur le casque se trouve une couronne ornée de six plumes de coq. Couleurs non connues avec certitude.
Les armoiries plus récentes, agrandies, sont divisées en quartiers et montrent dans les champs un et quatre en rouge un support argenté assis tourné vers l'arrière avec un collier doré, dans les champs deux et trois en or une couronne verte ornée de six plumes de coq noires. Sur le casque avec des lambrequins rouges et dorées à droite et rouge et argenté à gauche le support.

## Personnalités
- Ludwig von Bieren (de) (1604-1672), chanoine d'Halberstadt
- Karl Wilhelm von Byern (de) (1737-1800), général de division prussien, chef du régiment des Gardes du Corps à partir de 1785, puis du 6e régiment de cuirassiers (de) « von Quitzow (de) » à partir du 29 décembre 1794.
- Rudolf von Byern (de) (1844-1913), propriétaire d'un manoir et député du Reichstag
- Kraft von Byern (de) (1886-1918), évaluateur du gouvernement et administrateur mandaté pour l'arrondissement de Grevenbroich (de)